# Feldkircher Lyrikpreis
Il premio per la poesia in lingua tedesca Feldkircher Lyrikpreis è un premio annuale; è conferito dal teatro Theater am Saumarkt di Feldkirch (Vorarlberg, Austria). Questo premio per la letteratura viene finanziato dal governo austriaco, dall'amministrazione federale di Vorarlberg e da banche private. Nel 2003 il premio fu attribuito per la prima volta.

## Lista dei premiati

### 2019
1. Lars Arvid Brischke
2. Joseph Felix Ernst
3. Norbert Kröll

### 2018
1. David Fuchs
2. Bastian Schneider
3. Manuela Bibrach

### 2017
1. Thomas Amann
2. Bernd Marcel Gonner e Johannes Tröndle

### 2016
1. Arnold Maxwill
2. Hartwig Mauritz

### 2015
1. Susanne Eules
2. Christoph Szalay

### 2014
1. Axel Görlach
2. Anja Kampmann
3. Ute Dietl

### 2013
1. Tabea Xenia Magyar und Tristan Marquardt (D)
2. Sibylla Vričić Hausmann (D)
3. Sandra Hubinger (A)
4. Premio Speciale: Martin Amanshauser (A)

### 2012
1. Elisabeth Steinkellner
2. Sascha Kokot und Andra Schwarz

### 2011
1. Tobias Falberg
2. C. H. Huber
3. Claudia Scherer

### 2010
1. Kenah Cusanit
2. Regina Hilber
3. Udo Kawasser

### 2009
1. Marcus Pöttler
2. Silke Peters e Thilo Krause (ex aequo)

### 2008
1. Andreas Neeser
2. Martin Strauß
3. Lina Hofstädter

### 2007
1. Klaus Händl
2. Bernhard Saupe
3. Alexandra Lavizzari
4. Thomas Steiner

### 2006
1. Adelheid Dahimène
2. Christine Haidegger
3. Ludwig Laher
4. Hans Eichhorn

### 2005
1. Knut Schaflinger
2. Julia Rhomberg
3. Udo Kawasser
4. Klaus Ebner

### 2004
1. Elsbeth Maag
2. Knut Schaflinger
3. Lisa Mayer
4. Gertrude Pieber-Prem
5. Sabine Eschgfäller
6. Udo Kawasser und Walter Pucher

### 2003
1. Elfriede Kehrer
2. Norbert Mayer
3. Walter Pucher